# Hypena loxogramma
Hypena loxogramma är en fjärilsart som beskrevs av Louis Beethoven Prout. Hypena loxogramma ingår i släktet Hypena och familjen nattflyn. Inga underarter finns listade i Catalogue of Life.